# Большой Килик
Большой Килик (
сибирскотат. 
Олы Киллет) — река в Омской области России. Устье реки находится в 912 км по правому берегу реки Иртыш. Длина реки составляет 14 км.

## Данные водного реестра
По данным государственного водного реестра России относится к Иртышскому бассейновому округу, водохозяйственный участок реки — Иртыш от впадения реки Ишим до впадения реки Тобол, речной подбассейн реки — бассейны притоков Иртыша от Ишима до Тобола. Речной бассейн реки — Иртыш.